# Alejandro Sendra Burgos
Alejandro Sendra Burgos (Pego, 3 de novembre de 1851 - València, 1914) fou un advocat, polític i terratinent valencià, diputat a les Corts Espanyoles durant la restauració borbònica.

## Biografia
Era un dels més grans terratinents de Pego i va succeir Juan Sala Feliu com a cap del Partit Conservador a la comarca, alineat en el sector d'Antoni Maura. Fou membre de la Diputació Provincial d'Alacant pel districte de Cocentaina-Pego de 1879 a 1882 i de 1884 a 1889, i president de la diputació el 1891-1893 i el 1896-1897. A les eleccions generals espanyoles de 1899 fou elegit diputat pel districte de Pego i a les de 1907 ho fou pel de Dénia, des d'on va donar suport la declaració del port de Dénia com d'interès general.